# Hunts Grove
Hunts Grove est une paroisse civile du Gloucestershire, en Angleterre.